# Einar Lundborg
Einar Paul Albert Muni Lundborg, född 5 april 1896 i Calcutta, död 27 januari 1931 på Malmslätt, var en svensk militär.

## Biografi
Lundborg blev officer i Svea trängkår, stred i finska inbördeskriget 1918 och i estniska frihetskriget 1918–1920. Han satt i egenskap av dagofficer i ståndrätten mot Giuseppe Franchi som sedermera arkebuserades.
År 1922 utbildade han sig till flygare och blev 1928 kapten i flygvapnet. Samma år uppmärksammades han genom sin räddning av Umberto Nobile den 26 juni med sitt Fokkerflygplan sedan denne havererat med luftskeppet Italia på packisen norr om Spetsbergen. Lundborg kraschade med planet vid sitt nästa räddningsförsök och kunde den 6 juli räddas från isen av löjtnant Birger Schyberg. Lundborg beskrev sina äventyr vid Nordpolen i När Nobile räddades (1928). Den 5 augusti 1928 anordnades flyguppvisningar i Helsingborg. Deltog gjorde de just hemvändande flygarna, kapten Einar Lundborg och dåvarande löjtnanten Birger Schyberg som då företog flygningar med samma slags plan, som de tidigare använt vid spetsbergsflygningarna. Efter uppvisningarna höll de båda flygarna föredrag om sina upplevelser under räddningsarbetet, belysta med skioptikonbilder.
Lundborg omkom under en provflygning av planet Jaktfalken på Malmslätt den 27 januari 1931. Olyckan föranledde regeringen att tillsätta en undersökningskommission med uppgift att granska förhållandena inom flygvapnet över huvud taget. Lundborg är begravd i Linköping. Arkivhandlingar om Lundborg finns på Krigsarkivet och i Eskilstuna stadsarkiv.